# 東京ハイジャンプ
東京ハイジャンプ（とうきょうハイジャンプ）は、日本中央競馬会（JRA）が東京競馬場で施行する中央競馬の重賞競走（J・GII）である。

## 概要
1999年に創設された、障害の重賞競走。同年の第1回は、「日本・サウジアラビア修好40周年記念東京ハイジャンプ（サウジアラビアロイヤルカップ）」の名称で行われた。通常の競走では高さ130cmの竹柵（2基）と140cmの生垣が用いられるが、本競走では高さ150cmの大生垣（2基）と大竹柵に変更される。また、スタンド前のホームストレッチには可動式障害が設置される。2008年までは6月に施行していたが、2009年以降は10月に施行している。

### 競走条件
以下の内容は、2023年現在のもの。
出走資格：サラ系障害3歳以上
- JRA所属馬（外国産馬を含む）

負担重量：別定
- 3歳58kg、4歳以上60kg、牝馬2kg減
  - J・GI優勝馬2kg増、J・GII優勝馬1kg増

### 賞金
2023年の1着賞金は4100万円で、以下2着1600万円、3着1000万円、4着620万円、5着410万円。

## 歴史
- 1999年 - 4歳以上の馬による重賞（J・GII）として創設、東京競馬場の障害芝3300mで施行[3]。
- 2001年 - 馬齢表示の国際基準への変更に伴い、出走条件を「3歳以上」に変更。
- 2009年 - 開催時期を6月から10月に変更。
- 2012年 - 距離を3110mに変更。

### 歴代優勝馬
距離のコース種別は、最後の直線コースを走行する際の馬場で記述する。
優勝馬の馬齢は、2000年以前も現行表記に揃えている。
| 回数   | 施行日         | 競馬場 | 距離    | 優勝馬             | 性齢  | タイム | 優勝騎手   | 管理調教師 | 馬主                                 |
| ------ | -------------- | ------ | ------- | ------------------ | ----- | ------ | ---------- | ---------- | ------------------------------------ |
| 第1回  | 1999年6月12日  | 東京   | 芝3300m | レガシーロック     | 牡4   | 3:37.8 | 白浜雄造   | 坂口正則   | （株）ホースタジマ                   |
| 第2回  | 2000年6月10日  | 東京   | 芝3300m | ゴーカイ           | 牡7   | 3:38.9 | 横山義行   | 郷原洋行   | 吉橋計                               |
| 第3回  | 2001年6月9日   | 東京   | 芝3300m | カネトシガバナー   | 牡6   | 3:36.0 | 林満明     | 野村彰彦   | 兼松利男                             |
| 第4回  | 2002年6月8日   | 東京   | 芝3300m | オンワードメテオ   | 牡5   | 3:35.6 | 西谷誠     | 加賀武見   | （株）オンワード牧場                 |
| 第5回  | 2003年6月14日  | 東京   | 芝3300m | ダイワデュール     | 牡7   | 3:39.3 | 田中剛     | 嶋田功     | 大和商事（株）                       |
| 第6回  | 2004年6月12日  | 東京   | 芝3300m | メジロロンザン     | 牡8   | 3:39.1 | 江田勇亮   | 大久保洋吉 | （有）メジロ牧場                     |
| 第7回  | 2005年6月11日  | 東京   | 芝3300m | エリモカントリー   | 牡5   | 3:38.3 | 嘉堂信雄   | 高橋隆     | 山本敏晴                             |
| 第8回  | 2006年6月10日  | 東京   | 芝3300m | スプリングゲント   | 牡6   | 3:40.5 | 白浜雄造   | 野村彰彦   | 加藤春夫                             |
| 第9回  | 2007年6月9日   | 東京   | 芝3300m | メルシーエイタイム | 牡5   | 3:35.1 | 西谷誠     | 武宏平     | 永井康郎                             |
| 第10回 | 2008年6月14日  | 東京   | 芝3300m | テイエムエース     | 牡5   | 3:37.1 | 菊地昇吾   | 鹿戸明     | 竹園正繼                             |
| 第11回 | 2009年10月17日 | 東京   | 芝3300m | テイエムトッパズレ | 牡6   | 3:40.0 | 佐久間寛志 | 鹿戸明     | 竹園正繼                             |
| 第12回 | 2010年10月16日 | 東京   | 芝3300m | イコールパートナー | 牝5   | 3:39.1 | 中村将之   | 松元茂樹   | （株）ノースヒルズ                   |
| 第13回 | 2011年10月15日 | 東京   | 芝3300m | マジェスティバイオ | 牡4   | 3:42.3 | 柴田大知   | 田中剛     | バイオ（株）                         |
| 第14回 | 2012年10月14日 | 東京   | 芝3110m | デンコウオクトパス | 牡5   | 3:27.1 | 西谷誠     | 坂口正則   | 田中康弘                             |
| 第15回 | 2013年10月12日 | 東京   | 芝3110m | オースミムーン     | 牡4   | 3:27.3 | 高田潤     | 小野幸治   | （株）オースミ                       |
| 第16回 | 2014年10月13日 | 東京   | 芝3110m | サンレイデューク   | 牡6   | 3:27.1 | 難波剛健   | 高橋義忠   | 永井啓弍                             |
| 第17回 | 2015年10月18日 | 東京   | 芝3110m | サナシオン         | 牡6   | 3:25.8 | 西谷誠     | 松永幹夫   | （有）サンデーレーシング             |
| 第18回 | 2016年10月16日 | 東京   | 芝3110m | オジュウチョウサン | 牡5   | 3:27.6 | 石神深一   | 和田正一郎 | （株）チョウサン                     |
| 第19回 | 2017年10月15日 | 東京   | 芝3110m | オジュウチョウサン | 牡6   | 3:32.5 | 石神深一   | 和田正一郎 | （株）チョウサン                     |
| 第20回 | 2018年10月14日 | 東京   | 芝3110m | サーストンコラルド | 牡7   | 3:28.3 | 北沢伸也   | 橋田満     | 齊藤宣勝                             |
| 第21回 | 2019年10月15日 | 東京   | 芝3110m | シングンマイケル   | セン5 | 3:28.1 | 金子光希   | 高市圭二   | 伊坂重憲                             |
| 第22回 | 2020年10月18日 | 東京   | 芝3110m | メイショウダッサイ | 牡7   | 3:31.1 | 森一馬     | 飯田祐史   | 松本好雄                             |
| 第23回 | 2021年10月17日 | 東京   | 芝3110m | ラヴアンドポップ   | 牡8   | 3:28.8 | 五十嵐雄祐 | 岩戸孝樹   | ゴドルフィン                         |
| 第24回 | 2022年10月16日 | 東京   | 芝3110m | ゼノヴァース       | 牡5   | 3:25.9 | 森一馬     | 小林真也   | （株）フクキタル                     |
| 第25回 | 2023年10月15日 | 東京   | 芝3110m | マイネルグロン     | 牡5   | 3:32.0 | 石神深一   | 青木孝文   | （株）サラブレッドクラブ・ラフィアン |
| 第26回 | 2024年10月13日 | 東京   | 芝3110m | ジューンベロシティ | 牡6   | 3:24.8 | 高田潤     | 武英智     | 吉川潤                               |

#### 各回競走結果の出典
- （第1回～第7回）「東京ハイジャンプ(J・GII)」『中央競馬全重賞競走成績集 【障害・廃止競走編】』日本中央競馬会、2006年、201-216頁。
- JRA年度別全成績
  - （2024年）“第4回 東京競馬 第3日” (PDF).   日本中央競馬会. p. 5. 2024年10月14日閲覧。（索引番号：27033）
  - （2023年）“第4回 東京競馬 第5日” (PDF).   日本中央競馬会. p. 5. 2024年10月14日閲覧。（索引番号：27057）
  - （2022年）“第4回 東京競馬 第5日” (PDF).   日本中央競馬会. p. 5. 2023年9月11日閲覧。（索引番号：27057）
  - （2021年）“第4回 東京競馬 第4日” (PDF).   日本中央競馬会. p. 5. 2021年10月18日閲覧。（索引番号：27045）
  - （2020年）“第4回 東京競馬 第4日” (PDF).   日本中央競馬会. p. 5. 2020年10月19日閲覧。（索引番号：27045）
  - （2019年）“第4回 東京競馬 第3日” (PDF).   日本中央競馬会. p. 5. 2019年10月16日閲覧。（索引番号：27044）
  - （2018年）“第4回 東京競馬 第5日” (PDF).   日本中央競馬会. p. 5. 2019年10月16日閲覧。（索引番号：27057）
  - （2017年）“第4回 東京競馬 第5日” (PDF).   日本中央競馬会. p. 5. 2017年10月16日閲覧。（索引番号：27057）
  - （2016年）“第4回 東京競馬 第5日” (PDF).   日本中央競馬会. p. 5. 2016年11月26日閲覧。（索引番号：27057）
  - （2015年）“第4回 東京競馬 第5日” (PDF).   日本中央競馬会. p. 5. 2015年10月19日閲覧。（索引番号：27057）
  - （2014年）“第4回 東京競馬 第3日” (PDF).   日本中央競馬会. p. 4. 2015年10月19日閲覧。（索引番号：27032）
  - （2013年）“第4回 東京競馬 第3日” (PDF).   日本中央競馬会. p. 4. 2015年10月19日閲覧。（索引番号：27032）
  - （2012年）“第4回 東京競馬 第5日” (PDF).   日本中央競馬会. p. 5. 2015年10月19日閲覧。（索引番号：27057）
  - （2011年）“第4回 東京競馬 第4日” (PDF).   日本中央競馬会. p. 5. 2015年10月19日閲覧。（索引番号：29045）
  - （2010年）“第4回 東京競馬 第3日” (PDF).   日本中央競馬会. p. 9. 2015年10月19日閲覧。（索引番号：28033）
  - （2009年）“第4回 東京競馬 第3日” (PDF).   日本中央競馬会. p. 9. 2015年10月19日閲覧。（索引番号：28033）
  - （2008年）“第3回 東京競馬 第7日” (PDF).   日本中央競馬会. p. 9. 2015年10月19日閲覧。（索引番号：14081）
  - （2007年）“第3回 東京競馬 第7日” (PDF).   日本中央競馬会. p. 9. 2015年10月19日閲覧。（索引番号：14081）
  - （2006年）“第3回 東京競馬 第7日” (PDF).   日本中央競馬会. p. 9. 2015年10月19日閲覧。（索引番号：14081）
  - （2005年）“第3回 東京競馬成績集計表” (PDF).   日本中央競馬会. pp. 1633-1634. 2015年10月19日閲覧。（索引番号：14080）
  - （2004年）“第3回 東京競馬成績集計表” (PDF).   日本中央競馬会. pp. 1632-1633. 2015年10月19日閲覧。（索引番号：14081）
  - （2003年）“第2回 東京競馬成績集計表” (PDF).   日本中央競馬会. pp. 1621-1622. 2015年10月19日閲覧。（索引番号：14081）
  - （2002年）“第4回 東京競馬成績集計表” (PDF).   日本中央競馬会. pp. 1475-1476. 2015年10月19日閲覧。（索引番号：13081）
- netkeiba.comより（最終閲覧日：2014年11月12日）
  - 1999年、2000年、2001年、2002年、2003年、2004年、2005年、2006年、2007年、2008年、2009年、2010年、2011年、2012年、2013年、2014年